# Thomas Abbt

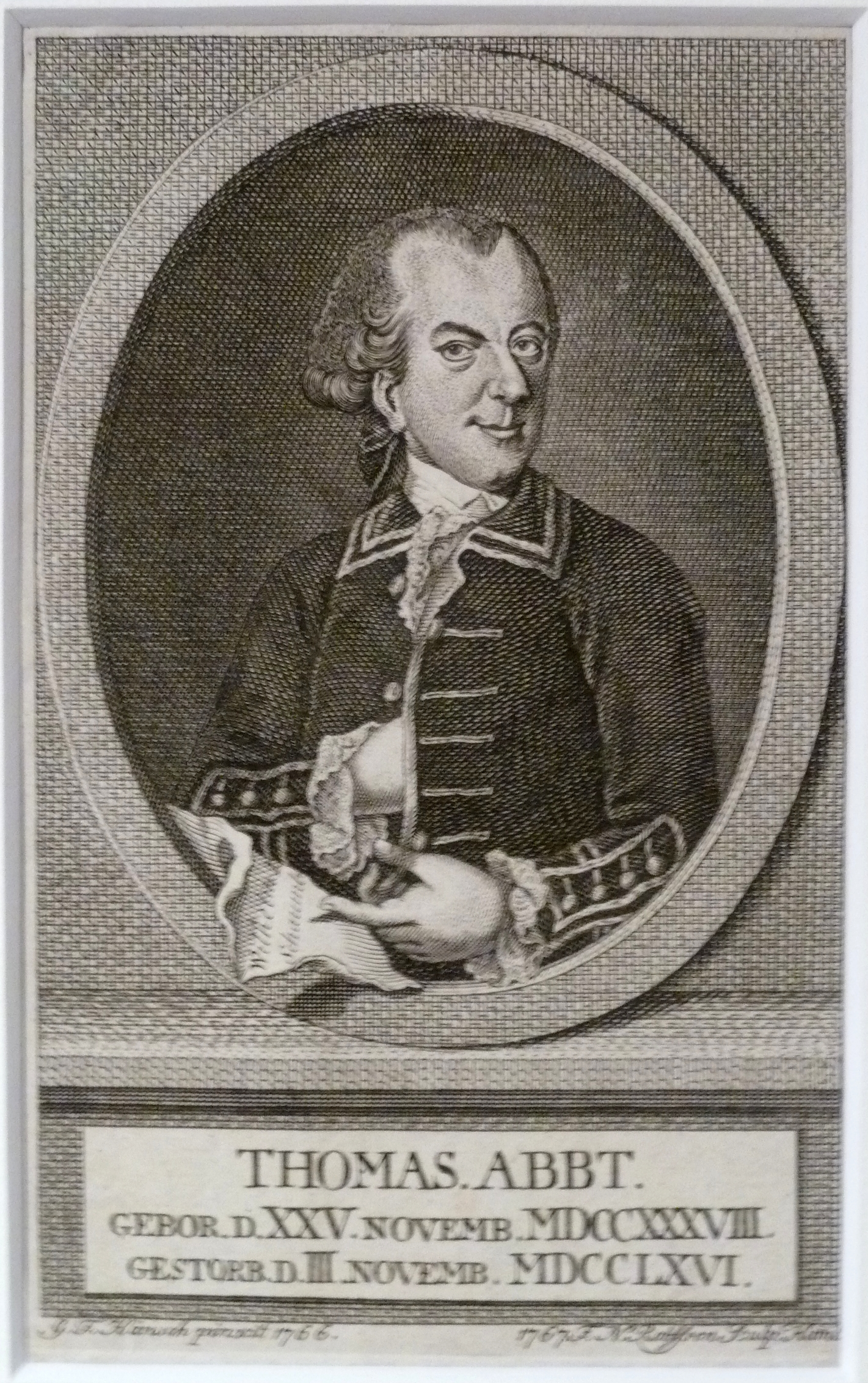
Professor der Mathematik und Philosophie

Thomas Abbt (* 25. November 1738 in Ulm; † 3. November 1766 in Bückeburg) war ein deutscher Schriftsteller und Philosoph der Aufklärung.

## Leben
Thomas Abbts Vater war ein wohlhabender Waffenhändler und gelernter Perückenmacher mit gleichem Namen. Seine Mutter Anna Elisabeth, geb. Binderin, war eine Pfarrerstochter. Nach dem Besuch des Gymnasiums in Ulm studierte er ab 1756 an der Universität in Halle zunächst Theologie, gab dieses Studium jedoch auf und studierte später Geschichte, Philosophie und Mathematik. Nachdem er in Halle 1758 den akademischen Grad eines Magisters der Philosophie erworben hatte, wirkte er 1760 auf Ruf von Friedrich II. als außerordentlicher Professor der Philosophie an der Brandenburgischen Universität Frankfurt und wurde ein Kollege von Alexander Gottlieb Baumgarten. Nach der kriegerischen Niederlage von Friedrich dem Großen in der Schlacht bei Kunersdorf verfasste Abbt seine Schrift "Vom Tode fürs Vaterland", womit er einerseits auf die Haltung der Deutschen zu ihrem Vaterland einwirken wollte, und andererseits den Grundgedanken an eine allgemeine Wehrpflicht aufwarf, der später von Scharnhorst umgesetzt wurde. Am 11. November 1761 folgte er dem Ruf der Universität Rinteln als Professor für Philosophie und Mathematik. Zuvor hatte er Studien in Berlin betrieben.
Sein Aufenthalt in Berlin brachte ihm die Bekanntschaft des Aufklärers Christoph Friedrich Nicolai, zu dessen Berliner Mittwochsgesellschaft er bald gehörte. Auch mit Moses Mendelssohn schloss Abbt Freundschaft. Unter dem Pseudonym *B* war Abbt Mitarbeiter der Briefe, die neueste Litteratur betreffend, welche in 24 Teilen zwischen 1733 und 1765 in Berlin erschienen.
Das Wirken von Abbt in Rinteln führte ihn weg vom Professorenleben hin zur Frage nach dem Leben der Menschheit in (fremdländischen) Realitäten. Er ging auf Reisen und wurde Freund mit dem Geschichtsschreiber und Historiker Justus Möser. Nach einer Heimreise von einem fast einjährigen Aufenthalt in Frankreich besuchte Abbt in Ferney bei Genf den Philosophen Voltaire.
Ende 1765 ernannte Wilhelm Graf zu Schaumburg-Lippe Thomas Abbt zum gräflichen Schaumburg-Lippischen Hof-, Regierungs- und Consistorialrat und zum Patronus scholarum und holte ihn damit nach Bückeburg. Abbt nahm an, obwohl er gleichzeitig Rufe an die Universität Marburg als Professor für Mathematik und an die Universität Halle als Professor für Philosophie erhalten hatte.
Am 3. November 1766 starb Thomas Abbt an einem Hämorrhoidalleiden in Bückeburg. Ein schriftlicher Nachlass befindet sich als Teil des Fürstlich Schaumburg-Lippischen Hausarchivs im Staatsarchiv Bückeburg. Als Abbts Nachfolger wurde 1771 Herder nach Bückeburg berufen, wo er unter Graf Wilhelm als Consistorialrat in der Grafschaft Schaumburg-Lippe bis Anfang 1776 wirkte.

## Werke
- Correspondenzen mit Mendelssohn und Nicolai
- Gedanken von der Einrichtung der ersten Studien eines jungen Herrn vom Stande. Leipzig und Berlin 1767. (urn:nbn:de:gbv:3:1-170820)
- Fragment der portugiesischen Geschichte. Berlin und Stettin 1770. (Digitalisat der SUB Göttingen)
- Über die Freundschaften der Frauenzimmer
- Untersuchung, ob Gott selbst Moses begraben habe, 1757
- Vom Einflusse des Schönen auf die strengeren Wissenschaften
- Vom Tode für das Vaterland, Berlin, 1761, Digitalisat; Neue verbesserte Auflage 1780 (Digitalisat)
- Vom Verdienste, 1765
- Von der Gewißheit in sinnlichen, theoretischen und moralischen Wahrheiten

### Neuere Ausgaben
- Vermischte Werke, Nachdruck der 3-bändigen Ausgabe Berlin und Stettin 1772–1782; Hildesheim, Olms 1978.
- Vom Verdienste, Nachdruck der Ausgabe Goslar und Leipzig 1766; Scriptor, Königstein 1978, ISBN 3-589-15200-1.